# پهیر ایشن یکم
پهیر ایشن یکم بنیانگذار حقیقی دودمان ایکه هلکیان، از فرزندان ایک-هلکی بوده‌است. احتمال داده می‌شود که حکومت پهیر ایشن با نزی_مروتش، پادشاه کاسی، بابل (دولت‌شهر) تقریبا همزمان بوده‌باشد. پهیر ایشن از خود کتیبه‌ای بر جای نگذاشت؛ اما براساس اطلاعاتی که در متون جدید‌تر وجود دارد، در منطقۀ آهیتک که ناشناخته‌ مانده‌است، حکومت می‌کرد. هم‌چنین در فهرست سلسله‌های جدید‌تر، اونپتر_گل را از فرزندان او می‌دانند. متأسفانه به درستی مشخص نشده‌است که وی همان پهیر ایشن نیای پادشاهان سلسله ایکه هلکیان بوده‌است. 